# Atchison, Kansas
Atchison là một thành phố thuộc quận Atchison, tiểu bang Kansas, Hoa Kỳ. Năm 2010, dân số của xã này là 11021 người.

## Dân số
Dân số các năm:
- Năm 2000: 10232 người
- Năm 2010: 11021 người